# Acura
Acura és la divisió de luxe i rendiment del fabricant d'automòbils japonès Honda, amb seu principalment a Amèrica del Nord. La marca es va llançar el 27 de març de 1986, comercialitzant automòbils de luxe i rendiment. Acura ven cotxes als Estats Units, Canadà, Mèxic, Panamà i Kuwait. L'empresa també ha venut anteriorment cotxes a la Xina continental, Hong Kong, Rússia i Ucraïna. Els plans per introduir Acura al mercat nacional japonès a finals dels anys 2000 no es van materialitzar a causa de la crisi financera del 2008.
La marca és usada pel fabricant de cotxes japonès als Estats Units, Canadà i Hong Kong des de març del 1986 en el mercat de vehicles de luxe. La marca ha estat introduïda a Mèxic el 2004 i en el mercat xinès el 2006. També està planejat que Acura s'introdueixi en el mercat domèstic japonès el 2008.
Acura va ser la primera divisió de luxe establerta per un fabricant d'automòbils japonès. La creació d'Acura va coincidir amb la introducció d'un canal de vendes de concessionaris JDM Honda, anomenat Honda Clio, que venia vehicles de luxe, unint-se al Honda Verno, prèviament establert, seguit de Honda Primo l'any següent. En els seus primers anys d'existència, Acura va ser una de les marques de luxe més venudes als Estats Units, superant en vendes marques establertes com BMW i Mercedes-Benz. Tot i que les vendes van baixar a mitjans i finals dels anys noranta, la marca va experimentar un renaixement a principis dels anys 2000, a causa de redissenys dràstics i la introducció de nous models.
A finals dels anys vuitanta, l'èxit del primer vehicle insígnia de la companyia, el Legend, va inspirar els fabricants d'automòbils japonesos Toyota i Nissan a llançar les seves pròpies marques de luxe, Lexus i Infiniti, respectivament. El llançament el 1990 de l'NSX, un cotxe esportiu exòtic amb motor central, va oferir una alternativa fiable i pràctica als cotxes esportius europeus exòtics, i va introduir el sistema de distribució variable de vàlvules VTEC de Honda al mercat nord-americà. El cupè Legend de 1993 va presentar el primer ús d'Acura d'una transmissió manual de sis velocitats acoblada a un motor Tipus II. A finals dels anys noranta, Acura va produir una versió Tipus R del seu Integra compacte, que presentava un pes reduït, una suspensió més rígida i baixa, i un motor VTEC d'alt rendiment.
A principis dels anys 2000, Acura va introduir nous models, incloent-hi el primer SUV totalment original de la companyia, l'MDX, i dos models que van substituir el cupè i el sedan Integra, l' RSX i el TSX, respectivament. Les versions Type-S de l'RSX, CL i TL es van afegir a la gamma de la marca durant aquella dècada. El vaixell insígnia RL del 2005 d'Acura va introduir SH-AWD, un sistema de tracció total amb vectorització de parell. L'RDX del 2007, un SUV crossover, va presentar el primer ús a Amèrica del Nord d'un motor Honda turboalimentat. Un NSX de segona generació es va llançar el 2016 i compta amb un motor central biturbo, una transmissió de doble embragatge de nou velocitats i un SH-AWD híbrid esportiu.
El 2024, Acura va presentar el seu nou Performance EV Concept a la Monterey Car Week.

## Etimologia i logotip
El nom Acura deriva del llatí "acutus ", que significa "esmolar". El logotip deriva del calibre, una eina de disseny precisa que representa la meticulosa atenció al detall que hi ha en cada cotxe. També s'assembla molt al logotip "H" de Honda, amb la part superior de les verticals laterals unides.

## Línia cronològica
- 1986

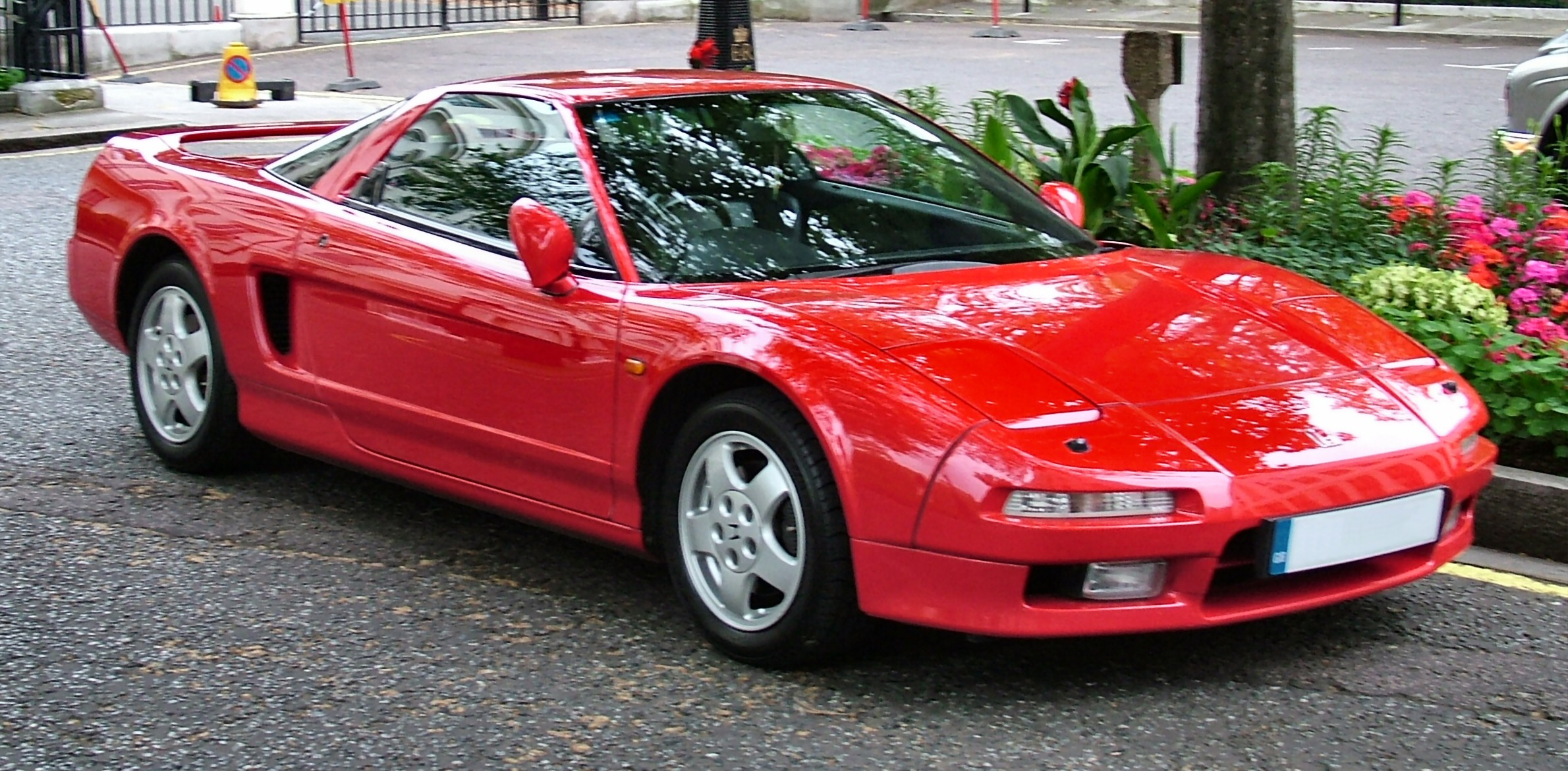
Acura NSX

  - Acura debuta a Nord-amèrica com la primera marca de luxe japonesa.[3]
- 1990
  - Els concessionaris Acura als EUA guanyen la primera plaça per cinquena vegada consecutiva en el rànquing de l'índex de Satisfacció al Client per J. D. Power and Associates. Acura anuncia que incrementarà la recerca i el desenvolupament als EUA.

- 1991
  - La revolucionària tecnologia VTEC d'Honda és introduïda al model NSX.
  - Acura desembarca a Hong Kong.[3]

- 1997
  - S'introdueix l'Integra Type-R.

- 2001
  - El MDX guanya el prestigiós premi Motor Trend "2001 Sport/Utility of the Year".

- 2002
  - Acura RSX substitueix el nom Integra a Nord-amèrica.

- 2003
  - El model TSX s'introdueix com a substitut del CL coupe i del Acura Integra sedan. Integra, introduït el 1986, ha tingut un redisseny. TSX esdevé una elecció molt competitiva contra el popular BMW sèrie 3.

- 2004
  - Acura desembarca a Mèxic.

- 2006
  - Acura desembarca a Hong Kong.

### Models actuals
- MDX
- RDX
- RL
- RSX
- TL
- TSX
- CSX